# Marsenina stearnsii
Marsenina stearnsii är en snäckart som först beskrevs av Dall 1871.  Marsenina stearnsii ingår i släktet Marsenina och familjen Lamellariidae. Inga underarter finns listade i Catalogue of Life.